# Venni Vetti Vecci
Venni Vetti Vecci è il primo album in studio del rapper statunitense Ja Rule, pubblicato il 1º giugno 1999 dalla Murder Inc..

## Tracce
1. The March Prelude – 1:19
2. We Here Now (feat. Black Child) – 3:25 (Jeffrey Atkins, Irving Lorenzo, Robert Mays, Ramel Gill)
3. World's Most Dangerous (feat. Nemesis) – 5:07 (Jeffrey Atkins, Tyrone Fyffe, Irving Lorenzo, Robert Mays)
4. Let's Ride – 4:22 (Jeffrey Atkins, Irving Lorenzo, Robert Mays)
5. Holla Holla – 4:24 (Jeffrey Atkins, Taiwan Green, Irving Lorenzo)
6. Kill 'Em All (feat. Jay-Z) – 4:17 (Jeffrey Atkins, Irving Lorenzo, Edward Hinson, Shawn Carter)
7. I Hate Niggaz (Skit) – 1:06
8. Niggaz Theme (feat. Black Child & Case) – 4:09 (Jeffrey Atkins, Irving Lorenzo, Robert Kelly)
9. Suicide Freestyle (feat. Case) – 2:16 (Jeffrey Atkins, Irving Lorenzo, Robert Kelly)
10. Story To Tell – 4:05 (Jeffrey Atkins, Irving Lorenzo, Robert Mays)
11. Chris Back (Skit) – 1:40
12. Count On Your Nigga – 4:35 (Jeffrey Atkins, Irving Lorenzo, Robert Mays)
13. It's Murda (feat. DMX e Jay-Z) – 3:36 (Jeffrey Atkins, Tyrone Fyffe, Earl Simmons, Shawn Carter)
14. E-Dub & Ja (feat. Erick Sermon) – 4:14 (Jeffrey Atkins, Irving Lorenzo, Erick Sermon)
15. 187 Murda Baptiss Church (Skit) – 2:48
16. Murda 4 Life (feat. Memphis Bleek) – 4:48 (Jeffrey Atkins, Taiwan Green, Irving Lorenzo, Malik Cox)
17. Daddy's Little Baby (feat. Ronald Isley) – 5:20 (Jeffrey Atkins, Irving Lorenzo, Edward Hinson, Rudolph Isley, Marvin Isley, Ronald Isley, O'Kelly Isley Jr., Ernie Isley, Chris Jasper)
18. Race Against Time – 4:43 (Jeffrey Atkins, Irving Lorenzo, Robert Mays)
19. Only Begotten Son – 4:55 (Jeffrey Atkins, Tyrone Fyffe, Irving Lorenzo, Robert Mays)
20. The Murderers (feat. Black Child e Tah Murdah) – 5:08 (Jeffrey Atkins, Irving Lorenzo, Larry Ogletree, GillTaheem Crocker)

## Classifiche

### Classifiche settimanali
| Classifica (1999) | Posizione massima |
| ----------------- | ----------------- |
| Canada            | 20                |
| Stati Uniti       | 3                 |

### Classifiche di fine anno
| Classifica (1999) | Posizione |
| ----------------- | --------- |
| Stati Uniti       | 74        |